# Gare de Zhengzhou-Sud
La gare de Zhengzhou-Hangkonggang (chinois simplifié : 郑州航空港站 ; chinois traditionnel : 鄭州航空港站 ; pinyin : Zhèngzhōu Hángkōnggǎng zhàn) est une gare ferroviaire en construction à Zhengzhou, Henan, Chine. 
La gare est située à environ 6 km à l'est de l'aéroport international Zhengzhou Xinzheng (郑州新郑国际机场) dans la zone économique de l'aéroport de Zhengzhou (郑州航空港经济综合实验区). Il est prévu que la gare devienne l'une des quatre principales gares de voyageurs à Zhengzhou. Les lignes de trains à grande vitesse Zhengzhou – Wanzhou et Zhengzhou – Hefei se croiseront dans cette gare. Celle-ci servira également de plaque tournante pour les chemins de fer interurbains de la province du Henan.  

## Histoire
Les travaux ont débuté le 29 juillet 2017 . La conception finale de la station a été rendue publique le 2 août 2018 .

## Service des voyageurs

### Intermodalité
La ligne Chengjiao (ligne 9) du métro de Zhengzhou devrait desservir la gare.